# Момпах (комуна)
Момпах (люксемб. Mompech, фр. Mompach, нім. Mompach) — комуна Люксембургу. Входить до складу кантону Ехтернах в окрузі Гревенмахер.

## Географія
Площа території комуни становить 27,58 км² (25-е місце за цим показником серед 116 комун Люксембургу).
Висота найвищої точки комуни над рівнем моря складає 399 метрів (59-е місце за цим показником серед комун країни), найнижчої — 141 метрів (5-е місце).

## Демографія
Станом на 2011 рік на території комуни мешкало 1 055 ос.
Динаміка чисельності населення:

## Адміністративний поділ
До складу комуни входять такі поселення:
| Поселення | Населення за даними переписів: | Населення за даними переписів: | Населення за даними переписів: |
| Поселення | на 31.03.1981                  | на 01.03.1991                  | на 15.02.2001                  |
| --------- | ------------------------------ | ------------------------------ | ------------------------------ |
| Борн      | 222                            | 232                            | 340                            |
| Бурсдорф  | 23                             | 25                             | 21                             |
| Гівеніх   | 94                             | 59                             | 82                             |
| Херборн   | 156                            | 155                            | 144                            |
| Мерсдорф  | 232                            | 286                            | 293                            |
| Момпах    | 68                             | 79                             | 97                             |